# Extreme Ultraviolet Explorer

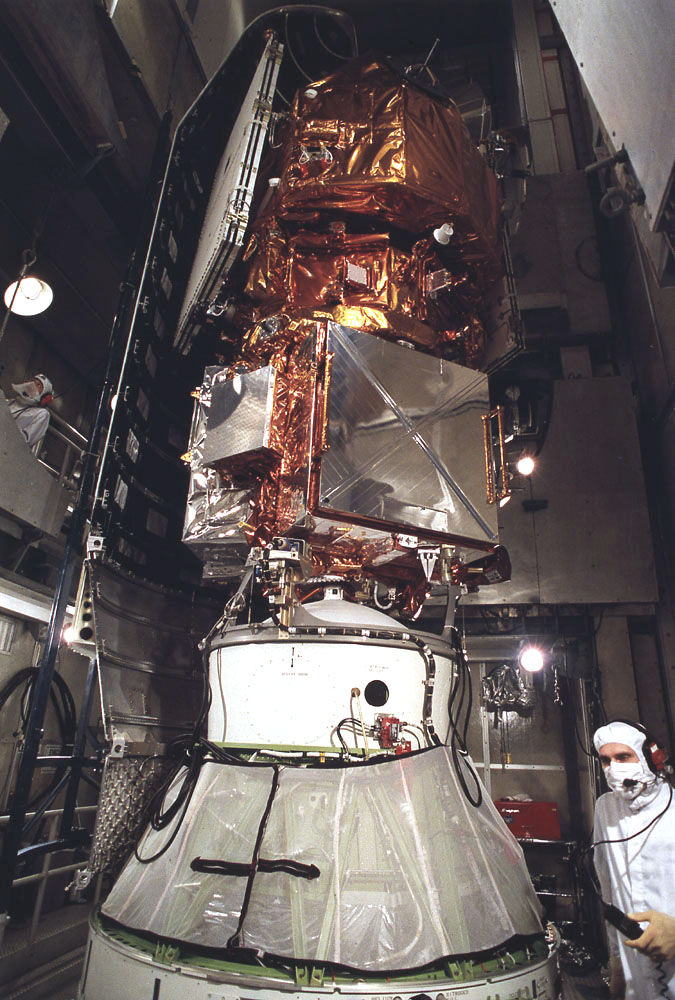
Le satellite EUVE sur son lanceur Delta peu avant son lancement (1992).

L’Extreme Ultraviolet Explorer (en français « Explorateur de l'ultraviolet extrême » ; en abrégé EUVE) est un télescope spatial d'astronomie ultraviolet, lancé le 7 juin 1992. Il s'agit du premier télescope spatial consacré à l'extrême ultraviolet (70–760 Å). Le satellite a permis d'établir un premier catalogue de sources d'ultraviolet extrême et de détecter une nouvelle classe de naines blanches massives. Le satellite développé dans le cadre du programme Explorer embarquait 4 instruments dont trois télescopes à optique rasante et un spectromètre. La mission a pris fin le 31 janvier 2001 et EUVE s'est consumé dans l'atmosphère en 2002. 

## Contexte
Les scientifiques ont longtemps cru que le rayonnement ultraviolet émis par les objets lointains était bloqué par l'hydrogène dont on avait découvert la présence dans l'espace interstellaire dans les années 1950. Le satellite Copernicus lancé en 1972 permit de constater que l'espace interstellaire comportait des régions de faible densité qui laissait passer le rayonnement ultraviolet. Ce constat fut confirmé en 1975 par les images prises par l'équipage de la mission Apollo-Soyouz à l'aide d'un petit télescope ultraviolet qui permit de découvrir 5 sources de ce rayonnement ultraviolet dont, à la surprise des scientifiques, une naine blanche. À la suite de ce constat plusieurs instruments envoyés dans l'espace - lancés par des fusées-sondes, embarqués sur les sondes spatiales Voyager, ou sur le télescope spatial européen à rayons X EXOSAT - permirent de découvrir suffisamment de sources de rayonnement ultraviolet extrême pour justifier la construction du télescope spatial EUVE.
Extreme Ultraviolet Explorer est un télescope spatial observant le rayonnement ultraviolet extrême développé par l'agence spatiale américaine, la NASA, dans le cadre de son programme Explorer regroupant des missions scientifiques à faible coût. La charge utile est développée par l'Université de Berkeley. La plateforme du satellite est fournie par la société Fairchild.

## Objectifs
Les objectifs scientifiques de EUVE sont :
- réaliser un recensement de toutes les sources de rayonnement ultraviolet extrême
- effectuer une étude des sources lointaines de rayonnement ultraviolet extrême dans deux longueurs d'onde données
- réaliser des mesures spectroscopiques de sources de rayonnement ultraviolet extrême  identifiées par les missions précédentes
- observer certaines sources d'ultraviolet extrême comme les naines blanches
- étudier la composition du milieu interstellaire en utilisant la spectroscopie du rayonnement ultraviolet extrême

## Caractéristiques techniques
EUE est un satellite de 3 275 kg, long de 4,5 mètres. Sa charge utile est constituée de 4 télescopes à incidence rasante avec une ouverture de 40 cm de diamètre couvrant les longueurs d'onde 80–900 Å. Des filtres équipent chacun des télescopes pour leur permettre d'observer une partie du spectre. La précision de 0,1° et la masse de chaque télescope est d'environ 300 kg. Trois de ces télescopes sont coalignés. Les deux premiers qui observent les longueurs d'onde les plus courtes sont équipés d'optique de type Wolter I tandis que le troisième est équipé d'un miroir de type Wolter II. Le quatrième instrument chargé d'observer des régions détaillées de l'espace est placé à l'orthogonale par rapport aux trois autres et dispose d'une optique de type Wolter II et de trois spectromètres ayant une masse totale de 336 kg. Des panneaux solaires fournissent en moyenne 800 watts .

## Historique
EUE est placé en orbite le 7 juin 1992 par une fusée Delta 6920-X qui décolle de la Base de Cape Canaveral. Le centre de contrôle est installé au Centre de vol spatial Goddard tandis que la réalisation des opérations scientifiques est piloté depuis l'Université de Berkeley. Le télescope spatial est volontairement mis hors service le 21 janvier 2001 et est détruit lors de sa rentrée atmosphérique qui a lieu le 30 janvier 2002. 

## Résultats
Au cours de sa mission de 8 ans EUE a permis :
- d'établir un catalogue 801 sources de rayonnement ultraviolet extrême.
- de réaliser la première détection d'une source ultraviolet extrême dans trois douzaines d'objets extragalactiques
- de découvrir une nouvelle classe de naines blanches massives
- de réaliser la première mesure de l'hydrogène présent dans l'atmosphère martienne.